# Kartuschenstarter
Ein Kartuschenstarter ist eine Vorrichtung, die mittels eines pyrotechnischen Treibsatzes Energie zum Anlassen von Verbrennungsmotoren und Gasturbinen liefert (siehe auch: Coffman-Starter).
Als Gaserzeuger werden spezielle, vor dem Start in das Kartuschenlager des Starters zu ladende Kartuschen verwendet, die im Inneren wie ein Feststoff-Raketentriebwerk aufgebaut sind. Als Treibstoff werden Treibladungssubstanzen wie Kordit verwendet. Diese Kartuschen werden meistens elektrisch gezündet, seltener durch Schlagbolzen. Die Kartusche brennt sehr schnell ab (zwei bis fünf Sekunden), kann in dieser Zeit aber eine sehr hohe Antriebsleistung freisetzen.  Das beim Abbrennen entstehende Arbeitsgas wird je nach Bauweise auf unterschiedliche Art zum Durchdrehen des Motors genutzt: Meist treibt das Gas eine kleine Startturbine an, die mittels Untersetzungsgetriebe und Freilaufkupplung die Kurbelwelle oder die Turbinenwelle des anzulassenden Triebwerks durchdreht. Auch kann das Gas über einen Kolben auf eine Zahnstange und auf ein Ritzel wirken. Ebenso ist es möglich, das Arbeitsgas direkt auf die Turbinenschaufeln eines Strahltriebwerkes zu leiten oder direkt auf den Motorkolben eines Hubkolbenmotors.
Das System wird hauptsächlich in Militärflugzeugen verwendet. Ein wesentlicher Vorteil ist, dass durch schnell austauschbare Kartuschen keine leistungsstarken Batterien an Bord oder Bodenstartgeräte benötigt werden. Durch den autarken Startvorgang konnten bei Alarmstarts eine Vielzahl von Flugzeugen ohne große Bodeninfrastruktur gleichzeitig ihre Triebwerke starten.
Auch in frühen Traktoren wurden Kartuschenstarter verbaut, wie dem einzylindrigen Field Marshall von Marshall, Sons & Co. (England).
Kartuschenstarter werden heute kaum noch benutzt, da durch die verwendeten Sprengstoffe bei Beschädigung der Kartusche eine erhebliche Explosionsgefahr besteht und heutzutage alternative Methoden (z. B. leistungsstarke Hilfstriebwerke) zur Verfügung stehen. Die Kartuschen sind schlagempfindlich und altern recht schnell. In größeren Kartuschen (für Triebwerksstart bei  Ghost48-Triebwerken) waren bis zu 700 g Kordit enthalten.
Nicht zu verwechseln mit Kartuschenstartern sind sogenannte Zündlunten oder Zündhütchen (Handelsname „Zündfix“), die bei älteren, meist einzylindrigen  Diesel-Stationärmotoren oder Traktoren mittels einer Halterung vor dem Motorstart in den Brennraum des Zylinders eingeschraubt wurden. Diese hatten die Aufgabe, bei kaltem Motor eine hilfsweise Entzündungsquelle für den Kraftstoff für die ersten Zündungen nach dem Anwerfen bereitzustellen, da diese Motoren meist über keine Elektrik und somit auch keine Vorglühanlage verfügten.